# Kenut
Kenut je bila kraljica drevnog Egipta, supruga faraona Unasa, a živjela je tijekom 5. dinastije. Pokopana je u mastabi u Sakari zajedno s drugom kraljicom, Nebet.

## Ime
| Aa1 · n | W24 · t | w |

## Naslovi
- "Velika od žezla"
- "Kraljeva supruga, njegova voljena"